# CB Films
CB Films fou una empresa productora i distribuïdora cinematogràfica radicada a Catalunya que fou fundada el 1943 i que va desaparèixer definitivament el 1995.

## Fundació
Fou creada a Barcelona el 3 de novembre de 1943 per tres antics treballadors de Paramount Pictures a Espanya, Casimiro Bori Fernández, Salvador Vidal i Batet i Jaume Gallart i Català. Van donar el nom de la companyia les inicials de Casimiro Bori (CB), i tot i que el nom fou adoptat provisionalment, la marca seria definitiva. CB Films fou usada com a marca per distribuir pel·lícules a Catalunya, però quan ho feien fora utilitzaven el nom de Mercurio Films.
Fins al 1952 la seu era al Passeig de Gràcia de Barcelona, i després es va traslladar a l'avinguda Diagonal. Els càrrecs de la societat foren:
- President – Salvador Vidal
- Gerent de la Sucursal de Barcelona – Casimiro Bori
- Secretari del consell d'administració – Felip Lagarriga i Eixarch

## Auge i decadència
Va arribar tenir sucursals a Madrid, València, Sevilla, Bilbao, Las Palmas, Santa Cruz de Tenerife, la Corunya i Palma. El seu auge el va assolir a partir del 1952, quan va aconseguir la distribució en exclusiva per a tot Espanya de les pel·lícules d'United Artists Corporation, cosa que la va convertir en una de les principals companyies distribuïdores d'Espanya. Van distribuir a Espanya les pel·lícules de James Bond i les comèdies de Blake Edwards (La festa, La Pantera Rosa), així com pel·lícules emblemàtiques espanyoles com La gran familia, La tía Tula, Del rosa al amarillo o Feroz, entre d'altres. També es va dedicar al doblatge.
El 1963 van obrir oficines a la plaça de Callao de Madrid i José Luis Dibildos va entrar a formar part del consell d'administració. Ja havien produït èxits internacionals com Alexandre el Gran de Robert Rossen (1956) o La rivolta degli schiavi de Nunzio Malasomma (1960), però des d'aleshores es va incrementar la seva producció de pel·lícules espanyoles com Manolo guardia urbano, Los chicos del Preu, Novios 68, La chica de los anuncios, Las secretarias o Las Ibéricas FC.
El declivi de la societat començaria el 1983, quan United Artists fou absorbida per MGM. Això els portaria a distribuir a Espanya les pel·lícules de Cannon Films, de pressupost més baix, i que els va forçar a deixar d'invertir en la producció de cinema espanyol. La jubilació de J. Gallart el 1987, la fallida de Cannon Films el 1988 i la defunció de Casimori Bori el 1992 no van ajudar pas al seu revifament, malgrat els esforços del director general des de 1987 i president des de 189, Jaume Gallart i Boada. El 1991 va rebre el premi a la distribuïdora que més ha contribuït a la difusió del cinema en català als IX Premis de Cinematografia de la Generalitat de Catalunya.
CB Films va tancar el 1993 i desaparegué definitivament el 1995. El 1997 Gallart i Boada va començar a treballar per a la distribuïdora Buena Vista Internacional.